# 国立大学財務・経営センター
独立行政法人国立大学財務・経営センター（こくりつだいがくざいむ・けいえいセンター）は、かつて存在した文部科学省所管の独立行政法人である。
1992年7月、国立学校設置法に基づく機関として国立学校財務センターを設置、2004年4月、国立大学や国立高専の法人化を背景に独立行政法人に改組され、現在の名称に変更された。
2007年12月24日に閣議決定された「独立行政法人整理合理化計画」に基づいて、独立行政法人大学評価・学位授与機構と統合し、2010年4月に独立行政法人大学改革支援・学位授与機構が発足することを内容とする法案が2009年1月30日に閣議決定され、同日国会に提出されたが、国会審議の過程でこの統合部分は削除する旨の修正案が提出され、可決された。このため、統合は当分行われないこととなった。
2010年4月に実施された内閣府行政刷新会議の事業仕分け第2段において、すべての事業について廃止の評価が下された。ただし、同年12月7日に閣議決定された「独立行政法人の事務・事業の見直しの基本方針」では、施設費貸付事業及び施設費交付事業について、将来的な廃止を検討しながらも当面継続するとされている。
2013年12月24日に閣議決定された「独立行政法人改革等に関する基本的な方針」を踏まえ、2015年5月に「独立行政法人大学評価・学位授与機構法の一部を改正する法律」が成立し、2016年4月1日から独立行政法人大学評価・学位授与機構との統合が決定した。統合後の名称は、「独立行政法人大学改革支援・学位授与機構」。

## 概要
- 所在：千葉県千葉市美浜区若葉2丁目12番メディア教育開発センター管理棟3階
- 理事長：髙井陸雄（元東京海洋大学学長、工学博士）

## 事業
- 国立大学法人等の施設の整備等に必要な資金の貸付け及び交付
- 国立大学法人等の財務及び経営に関する調査及び研究
- 国立大学法人等の職員の研修

## 国立大学法人等財務管理等に関する協議会
- 「国立大学法人等財務管理等に関する協議会」を主催している。

## 関連人物
- 天野郁夫 - 元研究部部長
- 市川昭午 - 名誉教授
- 豊田長康 - 元理事長